# Erdélyi Iskola (folyóirat)
Az Erdélyi Iskola 1933 szeptemberében indult erdélyi magyar nyelvű pedagógiai folyóirat volt, amely negyedévente jelent meg Kolozsváron. Szerkesztői induláskor a fiatal katolikus pap, Márton Áron és a nyelvész György Lajos voltak, 1939-től György Lajos és Veress Ernő, 1944-ben Hegyi Endre. Főbb romániai munkatársai: Baráth Béla, Bitay Árpád, Cseke Vilmos, Cselényi Béla, György Lajos, Kelemen Béla, Paál Árpád, Pataki József, Puskás Lajos, Venczel József; Magyarországról Cser János. Kezdetben a  Gloria, 1942-től a Szent Bonaventura, 1944-ben a Minerva nyomtatta.
A lap 1. száma a szerkesztők célkitűzéseként jelöli meg: a magyar tannyelvű iskolák szolgálatát, az iskolai és népi hagyományok ápolását, a pedagógia újabb eredményeinek hasznosítását, azoknak az új irányzatoknak az ismertetését, amelyek lehetővé teszik az iskola és pedagógia egyetemes válságának leküzdését. A folyóirat ezt a hiányt pótolni kívánta, s cikkeiben a pedagógiai gondolkodás és iskola egyes valóban jellemző válságtünetének bírálata jelentkezik: eszerint az iskolai munka egyoldalúan ismeretközlő jellegű, háttérbe szorul maga a nevelés, elsősorban a gondolkodás fejlesztése. A pedagógiai tevékenység másik lényeges hiányosságaként több szerző az élettel való kapcsolat hiányát rója fel, s ezért a gyakorlattal való ismerkedés megteremtése új módszerek, eszközök és eljárások bevezetését, földműves-iskolák és ipari tanonc-tanfolyamok megszervezését, az iskolaszövetkezeti mozgalom terjesztését igényli. A pedagógiai cikkek és tanulmányok széles területet ölelnek fel: módszertani, lélektani, nevelés-lélektani problémákat taglalnak. Így helyet kapnak az írás, kézimunka, ének és helyesírás tanításának módszertani kérdései, a tanítóképzés, nőnevelés, pályaválasztás, családi nevelés és az iskolai kirándulások szervezésének problémái. A munkaiskoláról, a cselekvés iskolájáról, a Parkhurst és Winnetka módszerről, valamint egyes nyugat-európai államok iskolaügyéről megjelent ismertetések a pedagógiai gondolkodás és oktatás helyzetéről tájékoztatják az olvasót.
A cikkek többnyire eklektikus módon tükrözik az egykorú nyugat-európai polgári pedagógia különböző eszmei-politikai megalapozású irányzatainak mind pozitív, mind negatív vonatkozásait, értékelésükben a lapkiadó egyház a maga világnézeti felfogását érvényesíti.

## További irodalom
- Erdélyi Iskola.  Magiszter,  X. évf.  4. sz. (2012)
- Ozsváth Judit:  Az Erdélyi Iskola című oktatásügyi és népnevelő folyóirat.  Magiszter,  X. évf.  3. sz. (2012)
- Ozsváth Judit:  Új nevelési szemlélet – új nevelésügyi folyóirat Erdélyben a két világháború között: az Erdélyi Iskola.  Magiszter,  I. évf.  4. sz. (2003)
- Venczel József:  Az Erdélyi Iskola.  Erdélyi Iskola,  VIII. évf.  2. sz. (1942)
- Nagy Géza: Nevelésügyi sajtónk hagyományaiból. Korunk Évkönyv 1974. 183-86.
- Ozsváth Judit: Erdélyi iskola. Antológia, repertórium; Státus, Csíkszereda, 2003